# Daniela Lima
Daniela Lima (Brasília, 17 de julho de 1985) é uma apresentadora, jornalista e podcaster brasileira. Entre 2020 e 2023, apresentou o telejornal CNN 360°, do canal de notícias CNN Brasil, onde ganhou projeção nacional.
Em 22 de junho de 2023, após pedir demissão da CNN Brasil, Daniela foi contratada de forma relâmpago pela concorrente GloboNews, onde estreou um mês depois no comando do Conexão GloboNews.

## Biografia

### Formação
Daniela Lima é graduada em Jornalismo pelo Centro Universitário de Brasília (UniCeub) e iniciou sua carreira em 2003, ainda durante a faculdade, como estagiária na revista Veja.

### Carreira
Na revista Veja, Daniela Lima tornou-se repórter em 2006. Em 2008, atuou como repórter e colunista política no jornal Correio Braziliense. Ingressou na Folha de S. Paulo em 2010, um dos maiores jornais do Brasil, onde se consolidou como uma das principais repórteres do caderno Poder, cobrindo os bastidores da política nacional. Em 2017, foi promovida a editora da coluna Painel, assumindo a responsabilidade por um dos espaços mais influentes do jornalismo político brasileiro.
Em agosto de 2019, foi contratada pela TV Cultura, onde apresentou o programa de entrevistas Roda Viva, substituindo Ricardo Lessa. Em dezembro de 2019, pediu demissão da TV Cultura e da Folha de S.Paulo, para ser contratada pela CNN Brasil. No canal, apresentou o O Mundo Pós-Pandemia, os plantões de fim de semana, mas sobretudo o CNN 360°, jornal vespertino focado no noticiário político e econômico, e que durante seu comando, se tornou um dos líderes de audiência da casa. Ela apresentou o jornal até 21 de junho de 2023, tendo no dia seguinte, anunciada o seu pedido de demissão. Horas depois, foi anunciada, após o encerramento das atividades da CNN Brasil, a contratação de Daniela Lima pelo Grupo Globo. Até agosto de 2025, ela apresentou o programa Conexão GloboNews, na GloboNews, canal de notícias por assinatura, até ser demitida.

## Filmografia

### Televisão
| Ano       | Programa             | Cargo  | Emissora   |
| --------- | -------------------- | ------ | ---------- |
| 2019-20   | Roda Viva            | Âncora | TV Cultura |
| 2020-23   | CNN 360°             | Âncora | CNN Brasil |
| 2020      | O Mundo Pós-Pandemia | Âncora | CNN Brasil |
| 2023-2025 | Conexão GloboNews    | Âncora | GloboNews  |

## Prêmios
O programa Roda Viva, da TV Culura, comandado por Lima em 2019, foi vencedor do Prêmio APCA de Televisão na categoria 'programa jornalístico'.
Em 2020, Lima foi finalista do Prêmio Notícias da TV na categoria 'apresentadora de telejornal ou programa jornalístico'; na categoria 'telejornal ou programa jornalístico', o CNN 360°, apresentado por ela, foi vencedor.
Em 2021, Lima foi finalista do Prêmio APCA de Televisão na categoria 'destaques do ano'.
| Ano  | Prêmio                   | Categoria                                            | Trabalho  | Resultado |
| ---- | ------------------------ | ---------------------------------------------------- | --------- | --------- |
| 2019 | Prêmio APCA de Televisão | Programa jornalístico                                | Roda Viva | Vencedor  |
| 2020 | Prêmio Notícias da TV    | Apresentadora de telejornal ou programa jornalístico | —         | Finalista |
| 2020 | Prêmio Notícias da TV    | Telejornal ou programa jornalístico                  | CNN 360°  | Vencedor  |
| 2021 | Prêmio APCA de Televisão | Destaques do ano                                     | —         | Finalista |